# Architekturdarstellung
Unter Architekturdarstellung versteht man die visuelle Darstellung einer gebauten oder geplanten Architektur. Während der Entwurfsphase eines Gebäudes und im Rahmen von Architekturwettbewerben dient die Architekturdarstellung der ästhetischen und meist dreidimensionalen Überprüfung und Präsentation der geplanten Idee. Bei dreidimensionalen Darstellungen in grafischer Form spricht man auch von Visualisierung.
Die Darstellung kann in verschiedenen Formen und Medien erfolgen. Die klassische Form ist die Architekturzeichnung und das Modell. Früher wurde beides stets per Hand angefertigt. Heute kommen jedoch immer häufiger aufwendige Visualisierungen und Computersimulationen zum Einsatz. Anfänglich wurden computergenerierte Zeichnungen auf Papier ausgedruckt, mittlerweile spielen Präsentationen digitaler Daten direkt am Computer (zum Beispiel mit Powerpoint), virtuelle Kamerafahrten und Animationen eine immer wichtigere Rolle.

## Darstellungsformen

### Skizzen

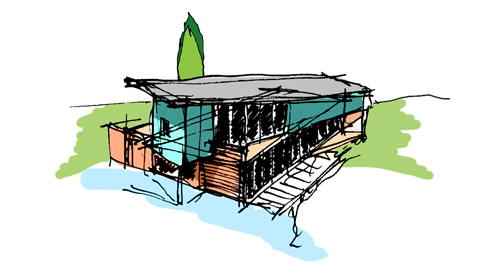
Beispiel einer Architekturskizze

Das einfachste Mittel der Architekturdarstellung ist eine Skizze, eine schnelle Strichgrafik, die in einer zumeist perspektivischen Darstellung ein Projekt oder eine Idee darstellt, wobei die Skizze oft nur zur schnellen Überprüfung und Weiterentwicklung der eigene Idee dient. Blei-, Filz, Kreidestift, Feder oder Kugelschreiber sind die gebräuchlichsten Zeichenmedien. Siehe auch Croquis.

### Zeichnungen

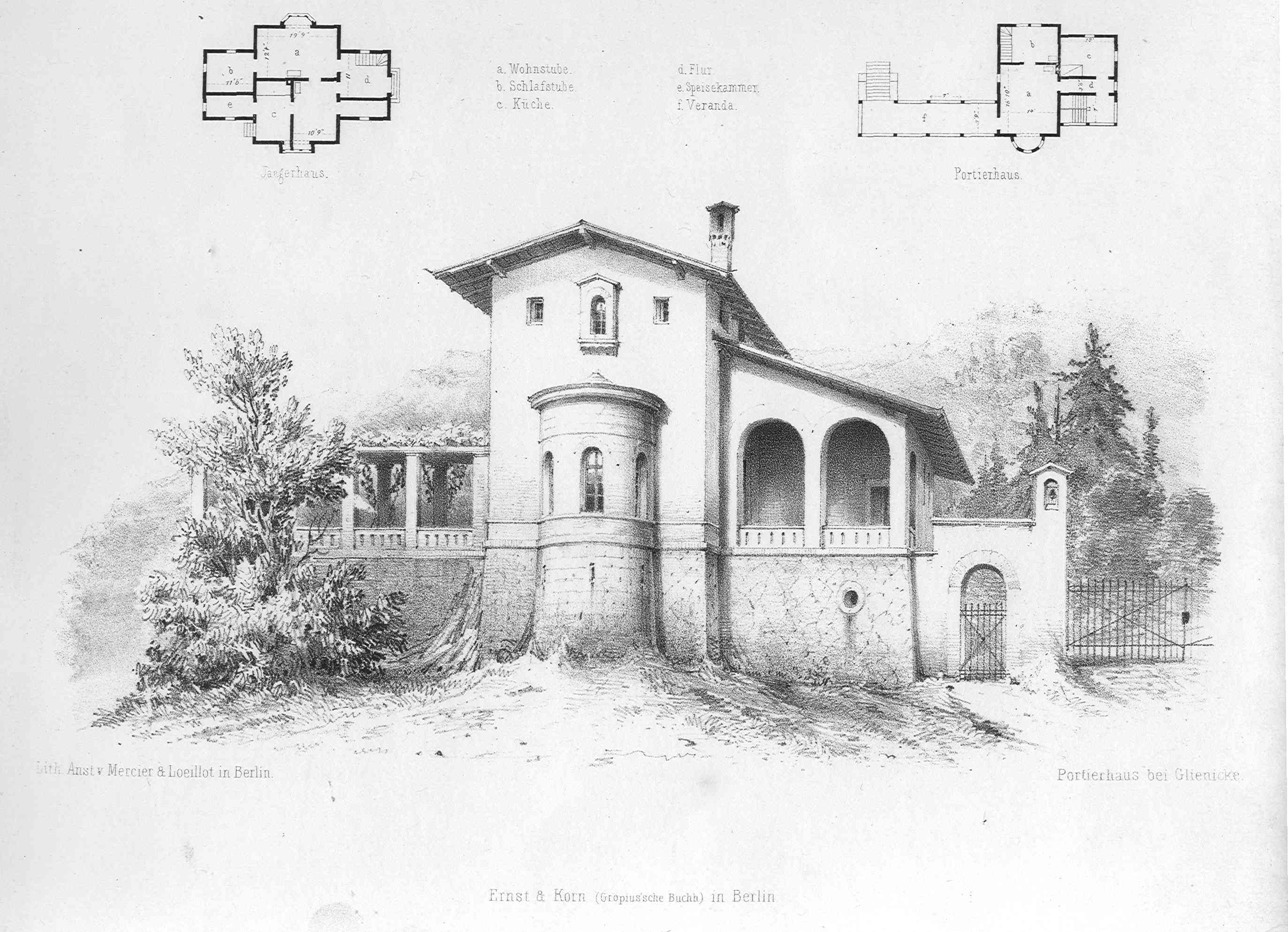
Entwurfszeichnung „Torwärterhaus“, Berlin, Architekt Ludwig Persius

Als Architekturzeichnung bezeichnet man die zeichnerische Darstellung eines Entwurfs. Der Architekt benutzt diese Zeichnungen als Arbeits- und Entwurfswerkzeuge, um seine Ideen zu entwickeln, zu artikulieren und schließlich zu präsentieren. Eine sprachliche Umschreibung wäre sehr viel unpräziser.
Für Präsentationen werden zusätzliche, aufwändigere Darstellungsweisen verwendet: Perspektive, Zeichnung (Kunst), Collage, Malerei, Grafik und verschiedene Mischtechniken. Diese Techniken ermöglichen spezifische Aussagen hervorzuschälen und andere Eigenschaften auszublenden. Selten ist das originalgetreue Abbilden die Absicht, sondern eher eine Interpretation oder das Vermitteln eines bestimmten Ausdrucks.

### Zeichnerische Visualisierungen
Die Visualisierung ist schon sehr alt, denn schon immer hat es die Bauherren interessiert, ihre Gebäude vor der Entstehung zu sehen. Bekannte Architekten der Moderne, welche die Darstellung revolutionierten, waren z. B. Frank Lloyd Wright, Otto Wagner und Helmut Jacoby.
Einige namhafte Architekten erhoben die Visualisierung ihrer Entwürfe zu einer eigenen Ausdrucksform, die für ihr Werk charakteristisch ist. Dazu zählen unter anderen Étienne-Louis Boullée, Otto Wagner, Antonio Sant’Elia, Leon Krier, Rob Krier, Aldo Rossi und Zaha Hadid.

### Computerunterstützte Visualisierungen

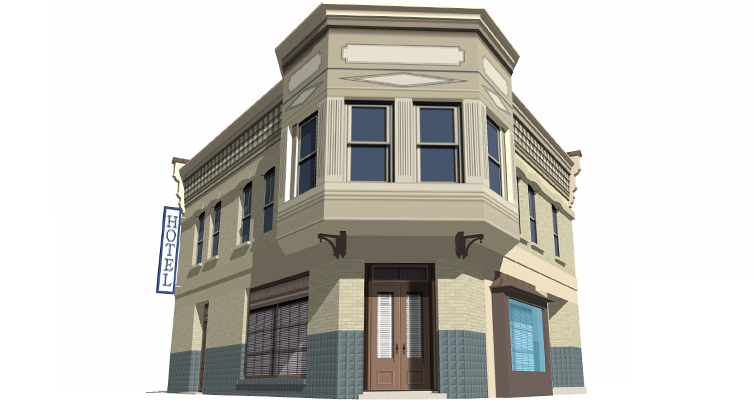
Simples 3D-Modell

In den letzten Jahren wurden die traditionellen, analogen Illustrationsmethoden, zunehmend durch den Einsatz des Computers verdrängt. Dies bietet viele Vorteile, wie eine schnelle Verarbeitung und die Möglichkeit ein photorealistisches Bild zu erzeugen.

#### 3D-Modell
Seit den 90er Jahren kann das Modell eines Gebäudes dreidimensional im virtuellen Raum erzeugt werden. Mit Hilfe von CAD-Technik lässt sich daraus neben den Bauzeichnungen unmittelbar eine perspektivische Darstellung generieren. Siehe dazu auch Modell (Architektur)#Computermodelle.

#### Rendering

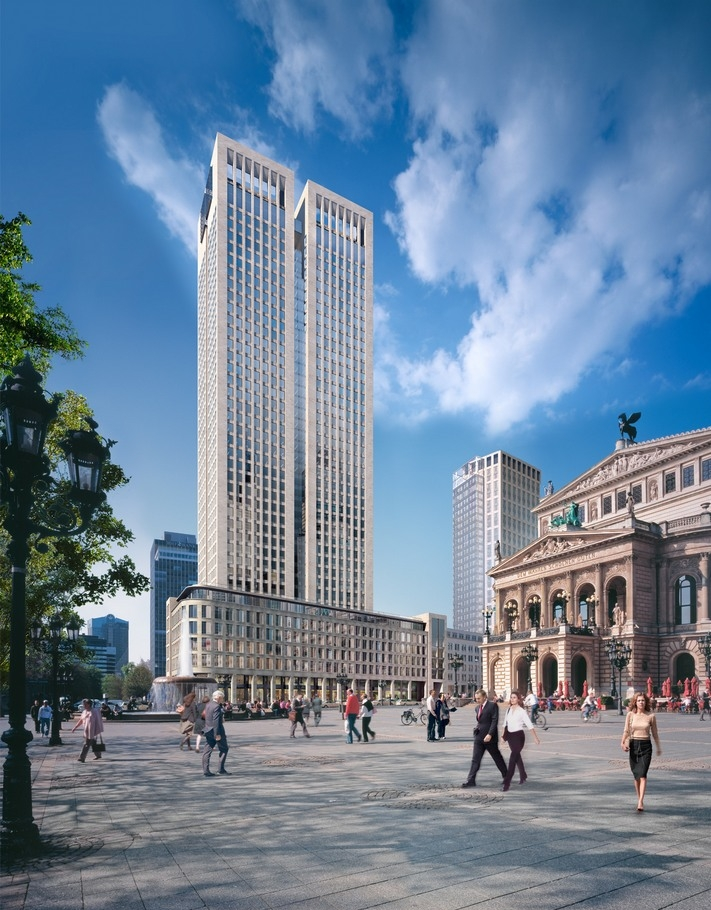
Photorealistisch gerenderte und nachbearbeitete Darstellung

Die virtuellen Modelle können mit spezieller 3D-Grafiksoftware weiterbearbeitet und gerendert werden. Dabei wird in der Software (z. B. Cinema 4D oder 3ds Max) das virtuelle Modell mit Texturen belegt. Anschließend wird eine Perspektive gewählt und diese in einer hohen Auflösung „gerendert“, also in eine zweidimensionale Abbildung konvertiert. Heute weitverbreitet ist die sogenannte „photorealistische Darstellung“, bei der realitätsnahe Bilder erzeugt werden. In der Praxis können Innen- und Außenansichten und sogenannte Vogelperspektiven erzeugt werden, die realitätstreu alle Größenberechnungen und Umfeld-Informationen beinhalten.
Ein Hauptaspekt des Renderings (dt.: berechnen) oder auch der Bildsynthese ist die Berechnung des Lichts und der Lichtquellen, die sich auf Objekte und deren Materialeigenschaften unmittelbar auswirken. Hier kommt ein besonderer Stellenwert der Simulation des Aussehens von Oberflächen, beeinflusst durch deren Materialeigenschaften (Shading) und die Berechnung der Lichtverteilung innerhalb der Szene, die sich unter anderem durch die indirekte Beleuchtung zwischen Körpern äußert, zu.

#### Bildbearbeitung
In das Foto werden mittels einer Bildbearbeitungssoftware (z. B. Photoshop) Fotos von Maßstabs-bildenden Elementen (Menschen, Autos usw.) integriert und farblich und perspektivisch so angepasst, dass ein räumlicher Eindruck entsteht. Im Gegensatz zu den handwerklichen Illustration besteht hier die Möglichkeit der nachträglichen, einfachen Korrektur und Anpassung.

#### Animationen
Noch einen Schritt weiter geht die Animation, bei der auf Grundlage von CAD-Daten Filme erstellt werden. So ist es möglich, schon vor dem ersten Spatenstich virtuell durch das Gebäude zu gehen. Neben Kamerafahrten werden so auch Material- und Lichtsimulationen, individuelle Energie- und Akustiksimulationen und Aufbausimulationen möglich. Die Grenzen der Darstellung sind heute nicht mehr handwerklich bedingt, sondern eine Frage des effektiven Einsatzes der richtigen Mittel und somit letztendlich auch eine Kostenfrage.

## Medien

### Papier
Heute werden die einzelnen Zeichnungen mit Hilfe von Layout-Software zusammengestellt, angeordnet und grafisch gestaltet, so dass schließlich ein fertiger Präsentationsplan entsteht. Dieser wird mit Hilfe von Plottern oder Druckern (Tintenstrahl- oder Laserverfahren) in Farbe oder monochrom aufs Papier gebracht.

### Modell

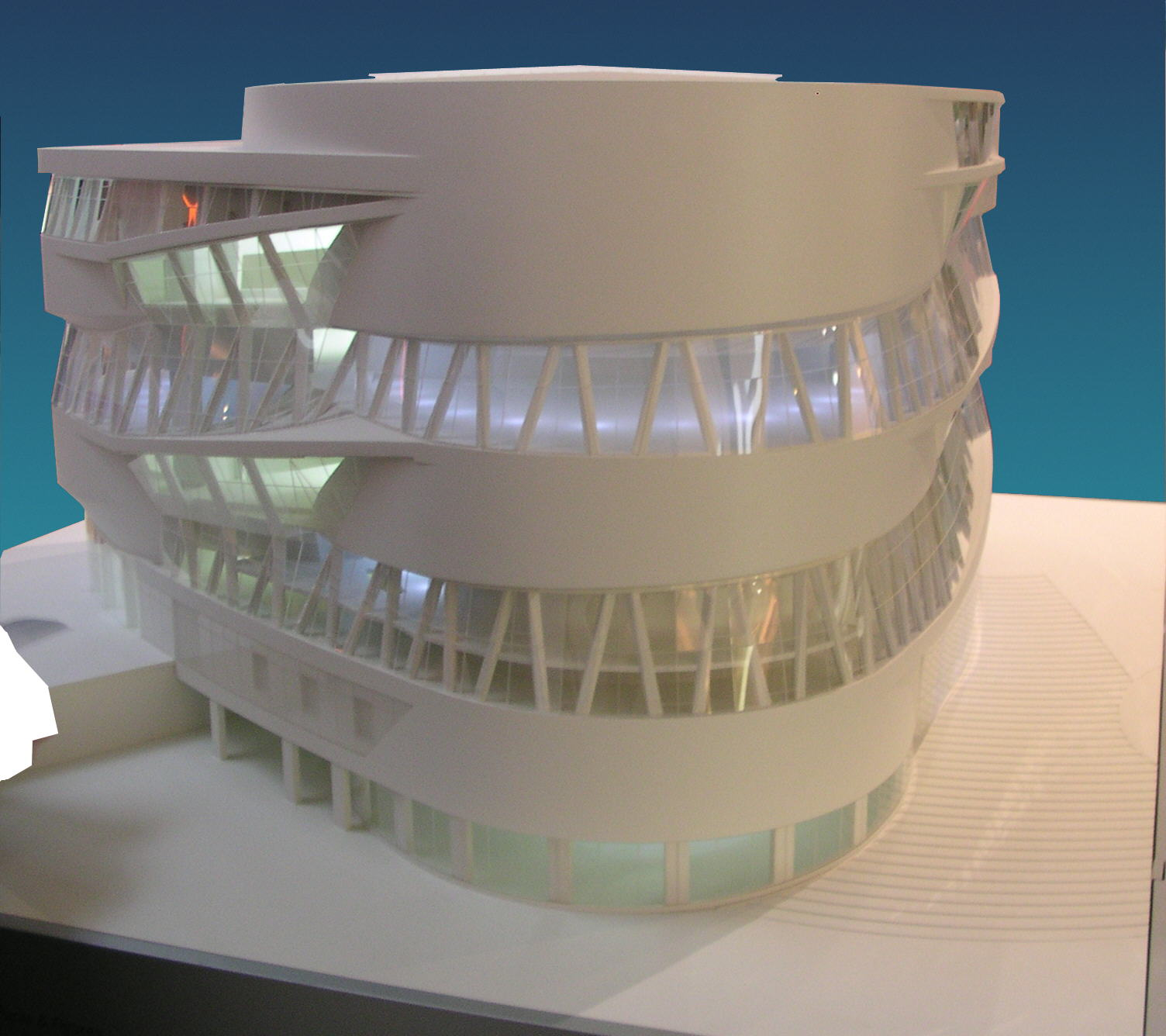
Physisches Modell

Besonders anschaulich wird die räumliche Konzeption eines Entwurfes durch ein Modell zum Ausdruck gebracht. Dabei werden die einzelnen Elemente aus den Bauzeichnungen maßstabsgetreu in ein geeignetes Material übertragen. Wichtig ist bei diesen Modellen nicht unbedingt eine hohe Detailtreue, sondern vor allem die Darstellung der zentralen Ideen und des Konzeptes, des Entwurfs.

### Computerunterstützte Präsentation
Eine echte Alternative stellen inzwischen Beamer-Präsentationen dar. Die Zeichnungen werden dann nicht mehr ausgedruckt, sondern mithilfe eines Projektors an die Wand gestrahlt. Vorteile sind die Größe der Darstellung bei Präsentationen vor vielen Menschen und die Möglichkeit, Videosequenzen und Ton/Musik einzubinden. Ein großer Nachteil ist dabei sicherlich die extreme Flüchtigkeit der Bildinformationen, die eine hohe Konzentration bei den Zuschauern erfordert und eine anschließende Diskussion über den Entwurf erheblich erschwert.